# Circuit electric
Un circuit electric este o rețea electrică cu contur închis ce include componente electrice prin care poate trece  (cu dus și întors)  curentul electric. Principial, o rețea electrică este o conexiune dintre două sau mai multe componente și poate fi și deschisă, nu neapărat un circuit închis.
Rețelele electrice, care se compun din surse de  tensiune sau de  curent, elemente liniare (rezistori,  capacități - condensatori, inductori) și elemente liniar distribuite (linii de transmisie a energiei), pot fi analizate prin metode algebrice pentru determinarea răspunsului în DC (curent continuu), în AC (curent alternativ), sau și în regim tranzitoriu. Aceste rețele sunt  numite rețele electrice analogice (liniare).
O rețea care în plus conține și componente electronice active se numește circuit (rețea) electronic. Aceste rețele pot fi liniare, neliniare (digitale) sau combinate, și necesită un design și o analiză mai complexă. În zilele noastre circuitele electrice și electronice au atins un grad extrem de complexitate, cât și de miniaturizare.

Unul din cele mai simple circuite electrice, care exemplifică legea lui Ohm.

## Metode de proiectare
Pentru a construi un circuit electric, fie analogic fie digital, se calculează  tensiunile și  curenții în toate punctele circuitului. Circuitele liniare, care sunt circuite care au la intrare și la ieșire aceeași frecvență, pot fi analizate folosind teoria numerelor complexe. Circuitele neliniare pot fi analizate în mod satisfăcător doar cu ajutorul computerului, folosind programe specializate. Există însă și tehnici de estimare.
Limbajele de programare pentru simularea circuitelor, așa cum ar fi VHDL sau PSPICE, permit inginerilor proiectarea circuitelor într-un timp scurt și cu costuri reduse, în același timp eliminând erorile uzuale.

## Legi electrice
Un număr de legi electrice se aplică pentru toate circuitele electrice. Acestea sunt:
- Legea lui Kirchoff pentru curent: Suma curenților care intră într-un nod este egală cu suma curenților care ies din nodul respectiv.
- Legea lui Kirchoff pentru tensiune: Suma diferențelor de potențial într-o buclă de circuit este zero.
- Legea lui Ohm: Căderea de tensiune pe un rezistor este egală cu produsul rezistenței și al curentului care parcurge rezistorul (la temperatură constantă).
- Teorema lui Norton: Orice rețea de surse de tensiune și/sau curent și rezistori poate fi echivalată cu o sursă ideală de curent și un singur rezistor în paralel cu acea sursă.
- Teorema lui Thévenin:  Orice rețea de surse de tensiune și/sau curent și rezistori poate fi echivalată cu o sursă ideală de tensiune și un singur rezistor în serie cu acea sursă. Vezi Analiza circuitelor rezistive.

Dacă circuitul conține componente neliniare sau reactive atunci sunt necesare și alte legi, mai complexe. Uneori pentru rezolvarea circuitelor neliniare se folosesc metode de aproximare. Aplicarea aproximărilor generează un sistem de ecuații care pot fi rezolvate manual sau de calculator.